# Mursi (langue)
Cet article concerne la langue mursi. Pour le peuple mursi, voir Mursis.
Pour les articles homonymes, voir Mursi (homonymie).
Le mursi est une langue nilo-saharienne de la branche des langues surmiques parlée dans la basse vallée de l'Omo, au Sud-Ouest de l'Éthiopie.
Les Mursis se nomment eux-mêmes « Mun ».

## Classification
Le mursi est une langue nilo-saharienne classée dans la branche des langues surmiques. 

## Écriture
Le mursi est écrit avec l’alphasyllabaire éthiopien et l’alphabet latin.
| a | b | bh | ch | d | dh | e | ɛ | g | gh | h | i | j | jh | k | l | m | n | ng | ny | o | ɔ | r | s | sh | t | u | w | y | z |

## Phonologie
Les tableaux présentent les voyelles et les consonnes du mursi.

### Voyelles
|         | Antérieure | Centrale | Postérieure |
| ------- | ---------- | -------- | ----------- |
| Fermée  | i [i]      |          | u [u]       |
| Moyenne | e [e]      |          | o [o]       |
| Ouverte | ɛ [ɛ]      | a [a]    | ɔ [ɔ]       |

Les voyelles [i] et [u] ont les allophones [ɪ] et [ʊ] en syllabe fermée.

### Consonnes
|              |              | Labiales | Alvéolaires | Post-alv. | Dorsales | Dorsales | Glottales |
| ------------ | ------------ | -------- | ----------- | --------- | -------- | -------- | --------- |
| Palatales    | Vélaires     | Labiales | Alvéolaires | Post-alv. |          |          | Glottales |
| Occlusives   | Sourde       |          | t [t]       |           |          | k [k]    | ʾ [ʔ]     |
| Occlusives   | Sonore       | b [b]    | d [d]       |           |          | g [g]    |           |
| Occlusives   | Implosive    | bh [ɓ]   |             | dh [ɗ]    |          |          |           |
| Fricative    | Sourde       |          | s [s]       |           | sh [ʃ]   |          | h [h]     |
| Fricative    | Sonore       |          | z [z]       |           |          |          |           |
| Affriquée    | Sourde       |          |             |           | c [t͡ʃ]   |          |           |
| Affriquée    | Sonore       |          |             |           | j [d͡ʒ]   |          |           |
| Nasale       | Nasale       | m [m]    | n [n]       |           | ny [ɲ]   | ng [ŋ]   |           |
| liquide      | liquide      |          | l [l]       |           |          |          |           |
| roulée       | roulée       |          | r [r]       |           |          |          |           |
| Semi-voyelle | Semi-voyelle | w [w]    |             |           | y [j]    |          |           |

## Sources
- (en) Turton David, Mozes Yigezu et Oilsarali Olibui, Mursi-English-Amharic dictionary, 2008 (lire en ligne)
- (en) Quality and Standards Authority of Ethiopia, Ethiopia, Revision of the N1846 proposal to add Extended Ethiopic to the BMP of the UCS, 16 avril 2004 (lire en ligne)
- (muz) Kitea Siralugu et Barlusa Olekurɔbhattɔ, Madhaa ku Surichɛn: Bhɛa ɛdɛysinɛnɛa :errou 1: dadaba hira madhinɛna ku 2 = Suri teacher’s guide for kindergarten 1, Vol. 2 (weeks 21-31), Mizan Teferi, Éthiopie, SIL Bench-Maji Zone Language Development and Mother Tongue Based Multilingual Education Project, 2017, 180 p. (lire en ligne)